# Saint-Just (Eure)
Saint-Just foi uma antiga comuna francesa na região administrativa da Normandia, no departamento de Eure. Estendia-se por uma área de 4,44 km². Em 2010 a comuna tinha 3 429 habitantes (densidade: 772,3 hab./km²).
Em 1 de janeiro de 2017, passou a formar parte da nova comuna de La Chapelle-Longueville.